# Hendrik XI van Glogau
Hendrik XI van Glogau (circa 1435 - 22 februari 1476) was vanaf 1467 hertog van Głogów en Lubin. Hij behoorde tot de Silezische tak van het huis Piasten.

## Levensloop
Hij was de tweede zoon van hertog Hendrik IX de Oude van Glogau en diens echtgenote Hedwig, dochter van hertog Koenraad III van Oels. De dood van zijn oudere broer Sigismund in 1458 zorgde ervoor dat hij als enige erfgenaam van zijn vader overbleef. Na de dood van zijn vader in 1467 erfde Hendrik XI het hertogdom Glogau en Lubin. 
Hendrik was al vanaf zijn vroege jeugd een slome en ziekelijke man en werd beschouwd als een zwakke en incompetente heerser. Hij had zijn hoofdresidentie in Freystadt, dat de hoofdstad van zijn regeringsgebied was. Zolang hij troonsopvolger was stond hij in de schaduw van zijn vader en ook na zijn troonsbestijging toonde hij geen grote politieke ambities. Wel steunde hij in 1468 koning Matthias Corvinus van Hongarije in de oorlog tegen koning George van Podiebrad van Bohemen en nam hij deel aan diens onsuccesvolle veldtocht van Silezië naar Lausitz.
Hendrik XI zette tijdens zijn regering de politiek van zijn vader verder. Zo steunde hij bijvoorbeeld succesvol zijn neef Balthasar in zijn poging om het hertogdom Sagan te heroveren nadat die door zijn broer Jan II de Krankzinnige was afgezet. 
Hij bleef lange tijd ongehuwd en was ook niet van plan om te huwen. Onder druk van zijn adviseurs, die optraden namens keurvorst Albrecht Achilles van Brandenburg, liet Hendrik XI zich uiteindelijk uithuwelijken aan diens twaalfjarige dochter Barbara van Brandenburg. Er werd afgesproken dat als Hendrik XI zonder mannelijke nakomelingen zou overlijden, zijn hertogdommen in dat geval naar Barbara zouden gaan. Op 11 oktober 1472 vond het huwelijk plaats in Berlijn.
In februari 1476 stierf Hendrik XI zeer onverwacht, mogelijk vergiftigd door Brandenburgse agenten. Hij werd bijgezet in de kerk van Freystadt. Zijn dood veroorzaakte tot in 1482 een successieoorlog over het hertogdom Glogau, waarvan zijn neef Jan II de Krankzinnige de wettige erfgenaam was. Jan II moest hiervoor opboksen tegen de claims van het keurvorstendom Brandenburg, het Polen en koning Matthias Corvinus van Hongarije en Bohemen. Bij het vredesverdrag dat in 1482 werd afgesloten, moest Jan II echter een deel van het gebied van Hendrik XI aan Brandenburg afstaan.